# Mainzer Käse

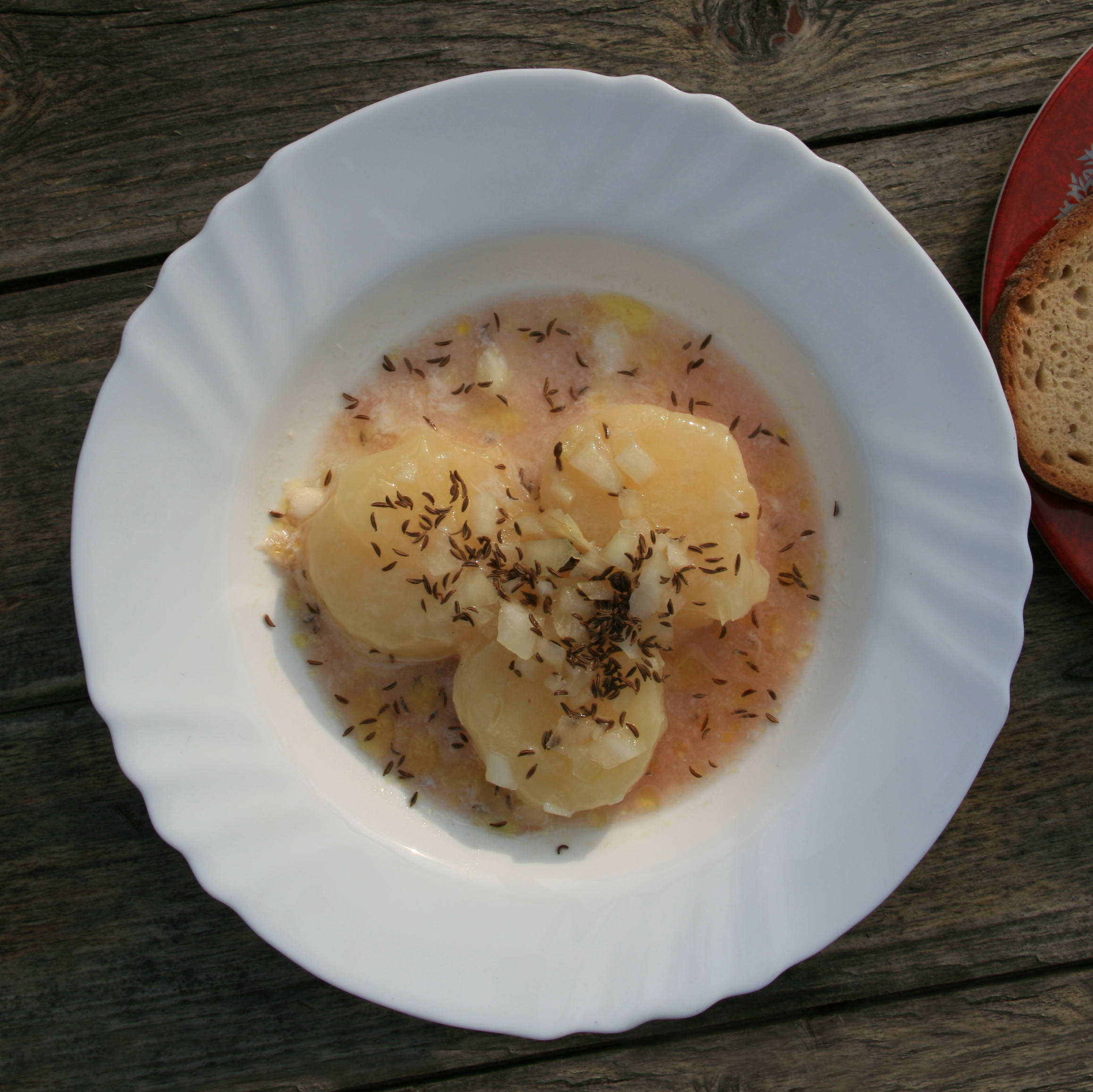
Mainzer Handkäs mit Musik aus der Weisenauer Rhoischnook

Mainzer Käse ist ein Sauermilchkäse, ähnlich dem Harzer oder Handkäse. Er wurde 1813 von einer Bäuerin namens Kaul in Groß-Gerau erfunden und auf dem Wochenmarkt in Mainz verkauft. Handkäse wurde beliebt und die Nachfrage stieg ständig. Um die Jahrhundertwende gab es in Groß-Gerau ca. 25 Käsereibetriebe und in den Nachbarorten hatten sich noch weitere etabliert.
Die expandierende Käseproduktion brachte auch einen gewissen wirtschaftlichen Aufschwung in die Ortschaften des Gerauer Landes, in denen es sonst kaum nennenswerte Verdienstmöglichkeiten gab. So gelang es beispielsweise in Worfelden einer bäuerlichen Großfamilie, ein Käsemonopol zu errichten und sich dadurch die Vorzüge dieses Vorteils zu sichern. Die Betreiber der fünf im Dorf arbeitenden Käsereien waren allesamt miteinander verschwistert oder verschwägert.
Die Erfindung einer Käseformmaschine durch den Gastwirt Peter Traißer II. aus Groß-Gerau revolutionierte schließlich die Käseherstellung. Die kleinen Familienbetriebe waren den quantitativen Anforderungen der Märkte nicht mehr gewachsen und mussten nach und nach ihre Produktion einstellen. Einige der im Gerauer Land typischen in der Umgangssprache gebräuchlichen Hausnamen weisen in Worfelden heute noch auf die ehemaligen Produktionsstätten hin. So zum Beispiel beim Kees-Fritz oder ins Kees-Peerer’s.
Mainzer Käse wird aus Kuhmilch, genauer magerem Sauermilchquark der Matte hergestellt. Er ist sehr eiweißreich und fettarm. Der Sauermilchquark wird mit Kochsalz und Reifungssalzen vermischt und nach ein paar Stunden zu Laibchen geformt. Die Reifungszeit beträgt zwischen 24 und 26 Stunden. Die Konsistenz ist ein geschmeidiger und fester Teig mit unverkennbarem Aroma. Der Wassergehalt beträgt zwischen 60 und 73 %.
In Mainz wird dieser Käse im Volksmund meist Handkäs genannt. Er wird oft als Handkäs mit Musik –  eingelegt in einer Marinade aus Essig, Wein, Öl, Zwiebeln –  serviert, und mit oder ohne Kümmel angeboten.
Ebenfalls etabliert ist der Mainzer Käse in der Mainzer Fastnacht: Dort wird er (in kleinen Tüten verpackt) von der Fastnachtsgarde Die Haubinger von 1857 – anstelle von „Bomboo“ – geworfen.